# صائد مصاصي الدماء
صائد مصاصي الدماء   (بالإنجليزية: Vampire hunter)‏ أو قاتل مصاصي الدماء (بالإنجليزية: vampire slayer)‏ هي دور خيالي في القصص الخيالية تشابه أدوار مخلوقات أخرى خارقة للطبيعة. عادةً ما يوصف صياد مصاصي الدماء بأنه يتمتع بمعرفة واسعة بمصاصي الدماء وغيرهم من المخلوقات المتوحشة أو التي لا تموت، بما في ذلك نقاط قوتهم وضعفهم، ويستخدم هذه المعرفة لللقضاء على مصاصي الدماء.

## قصة خيالية
لاقت قصص صيادي مصاصي الدماء رواجاً واسعاً في الخيال الحديث والثقافة الشعبية. وأحد أشهر الأمثلة لهذه القصص هو أبراهام فان هيلسينج في رواية دراكولا وفي أعمال خيالية مشابهه لهذا العمل. كما تعتبر شخصية "بافي قاتلة مصاصي الدماء" من البرامج التلفزيونية التي تحمل نفس الفكرة.